# Серпентарий
Серпентарий (лат. Serpentarium от лат. serpens — «змея») — помещение или пространство (например, вольер) для содержания змей, как правило — с контролируемой температурой и влажностью. Разновидность террариума. Серпентарий — это, другими словами, змеиная ферма. Цели содержания змей в серпентарии могут быть хозяйственными — получение от них змеиного яда, шкурок, яиц; научные — изучений змей, или развлекательные. Во многих серпентариях посетителям также дают подержать в руках неядовитых змей. В России в настоящее время существует всего один серпентарий в Новосибирске.

## Известные серпентарии
- Ченнайский змеиный парк[англ.] в Ченнаи, Индия
- Змеиное сафари[англ.] в Герни, Иллинойс
- ZOO Serpentarium[нидерл.] в Бланкенберге, Бельгия
- Институт королевы Саовабха[англ.] в Бангкоке, Таиланд
- Серпентарий Монтеверде[англ.] в Коста-Рике
- Серпентарий зоопарка Статен-Айленда в Нью-Йорке, Нью-Йорк